# Claudio Gabis y La Pesada
Claudio Gabis y La Pesada es el primer álbum solista del músico y pedagogo Claudio Gabis, uno de los cinco mejores guitarristas de Argentina según la revista Rolling Stone. Fue producido, publicado y distribuido en 1973 por el sello Microfón. Este disco, considerado por muchos la obra más personal y experimental de Gabis, transita diversos estilos, pero siempre impregnado de blues y psicodelia.

## Historia
Después de disuelto el grupo Manal, Claudio Gabis recurre a la banda Billy Bond y La Pesada del Rock and Roll, para servirle de apoyo en la grabación de su primer disco solista. El grupo que participa en este álbum incluye a su excompañero de Manal, Alejandro Medina en bajo y voz, Kubero Díaz en voz, Jorge Pinchevsky en violín, Billy Bond en voz y producción, y la curiosidad de contar con dos baterías en cada pista, Isa Portugheis y Jimmy Márquez, además del propio Gabis en guitarras y voz. 
Una de las primeras presentaciones de este álbum fue en el fallido recital de La Pesada en el Luna Park, donde durante la interpretación del tema "Fiebre de la Ruta" se produjeron los altercados que terminaron con el famoso Rompan todo.

## Composición y grabación
Las sesiones de grabación se realizaron en los estudios Phonalex, en Núñez. Se registraron seis temas, todos letra y música de Claudio Gabis. Tres de estos temas "Fiebre de la ruta", "Más allá del valle del tiempo" y "El viaje de Lord Dunsany" pertenecen a lo que se dio en llamar la trilogía fantástica, ya que estaban inspirados en relatos de H.P.Lovecraft y otros escritores de literatura fantástica. Otros dos incluyen las hasta hoy únicas interpretaciones vocales de Gabis; "Boogie de Claudio" y el recitado "Si hubiera sabido".
Un dato relevante del álbum es que para grabar se utilizaron dos baterías en cada tema (a excepción del instrumental acústico "El viaje de Lord Dunsany" que no tiene ninguna), lo cual le da una base rítmica particular.

## Portada
El arte gráfico realizado por Juan Oreste Gatti para Claudio Gabis y La Pesada, fue su primer trabajo destinado a ilustrar la tapa de un disco. A partir de entonces, Gatti fue el autor de gran parte de las gráficas utilizadas en destacados trabajos discográficos de la época. La ilustración que ocupa la portada y contraportada desplegables del álbum representa un mundo fantástico como el que describen las líricas de varios de los temas. En el margen inferior derecho aparece el nombre Claudio Gabis y La Pesada, y en la contraportada puede leerse la lista de temas y su duración sobre un fondo negro con listones rojos laterales y una foto en rojo del artista.

## Lista de canciones
Todas por Claudio Gabis.

| Lado A |                                 |                               |          |  |
| N.º    | Título                          | Vocalista principal           | Duración |  |
| 1.     | «Fiebre de la ruta»             | Billy Bond                    | 6:16     |  |
| 2.     | «Si hubiera sabido»             | Claudio Gabis                 | 2:53     |  |
| 3.     | «Más allá del valle del tiempo» | Kubero Díaz, Alejandro Medina | 10:10    |  |

| Lado B |                            |                     |          |  |
| N.º    | Título                     | Vocalista principal | Duración |  |
| 4.     | «Blues del terror azul»    | Alejandro Medina    | 8:58     |  |
| 5.     | «Boogie de Claudio»        | Claudio Gabis       | 2:21     |  |
| 6.     | «El viaje de Lord Dunsany» | (Instrumental)      | 7:30     |  |

## Créditos
- Claudio Gabis: guitarra, voz
- Alejandro Medina: bajo eléctrico, voz
- Billy Bond: voz
- Kubero Díaz: guitarra, voz
- Jorge Pinchevsky: violín, voz
- Isa Portugheis: batería
- Jimmy Márquez: batería